# Каталін Секе
Каталін Секе (угор. Katalin Szőke, 17 серпня 1935, Будапешт — 27 жовтня 2017, Лос-Анджелес) — угорська плавчиня. Олімпійська чемпіонка 1952 року, учасниця 1956 року. Чемпіонка Європи з водних видів спорту 1954 року.

## Життєпис
Кетрін Секе народилася в Будапешті, Угорщина, у сім'ї дворазового олімпійського чемпіона, ватерполіста Мартона Хомоннаї та чемпіонки Угорщини з плавання Каталін Секе. Вона почала займатися плаванням у 6 років. До 12 років вона стала однією з провідних угорських плавчинь вільним стилем. Кілька разів була національною чемпіонкою Угорщини. Її тренерами були Імре Саросі (тренував Каталін у віці 9-11 років) і Іштван Хуньядфі (після 11 років).
Її батька наприкінці Другої світової війни розшукували за військові злочини, але він втік до Аргентини. Каталін Секе довелося взяти дошлюбне прізвище матері, щоб її взяли до збірної Угорщини з плавання для участі в Олімпійських іграх 1952 та 1956 років.
На Олімпійських іграх у Гельсінкі 1952 року вона здобула всесвітнє визнання, вигравши золоті медалі на дистанції 100 метрів вільним стилем і в естафеті 4×100 метрів вільним стилем, встановивши світовий рекорд. Через два роки, на чемпіонаті Європи 1954 року, вона повторила свої олімпійські досягнення, вигравши ті ж два змагання.
У 1956 році, після участі в Олімпійських іграх у Мельбурні, вона разом із 42 угорськими олімпійцями попросила політичного притулку в США після придушення СРСР та його сателітами Угорської революції. Оскільки імміграційна квота, яка діяла на той час, була заповнена, угорські спортсмени застрягли в Мельбурні, Австралія, доки Sports Illustrated не розголосив цю історію. За спеціальним запрошенням президента Ейзенгауера всі 42 спортсмени отримали політичний притулок у США.
Вона одружилася з ватерполістом Кальманом Марковіцом, але згодом розлучилася з ним, а потім одружилася з його одноклубником Арпадом Дом'яном, який був запасним у 1956 році. Вони мешкали в районі Лос-Анджелеса в Каліфорнії. Каталін Секе працювала в банку та займалася моделюванням, а чоловік був креслярем в архітектурному бюро, згодом ставше дуже успішним підприємцем, будуючи офісні будівлі та багато житлових комплексів. Вони англізували своє ім'я на Доміан, мали сина Браяна, який грав у баскетбол. Були активними членами спільноти Західного Лос-Анджелеса. Вона була членкинею ANTA (Американської національної театральної асоціації), Blue Ribbon 400, LA Opera та інших благодійних організацій.
Як плавчиня Каталін Секе виграла два чемпіонати Європи в 1954 році та встановила чотири світові рекорди.
У 1985 році вона була включена до Міжнародної зали слави плавання. Перед цим до Міжнародної зали слави плавання потрапили її тренер Іштван Хуньядфі (1969) та її батько Мартон Хомоннаї (1971). А у 1994 році до Зали ввели і її першого чоловіка Кальмана Марковіца.